# نظام حزبي رابع
النظام الحزبي الرابع (بالإنجليزية: Fourth Party System)‏: هو المُصطلح المُستخدم في العلوم السياسية والتاريخ في الفترة التي شهدها التاريخ السياسي الأمريكي من عام 1896 إلى عام 1932، تحت قيادة الحزب الجمهوري، باستثناء الانقسام الذي حدث في عام 1912 والذي سيطر فيه الدّيمقراطيّون على البيت الأبيض لمدّة ثمانية سنوات. عادًة ما يُطلق على تلك الفترة اسم الحقبة التقدمية. وقد أدخل العالم السياسي إلمر إريك شاتشنايدر هذا المفهوم تحت اسم «نظام عام 1896» في عام 1960، وأضاف علماء سياسيون آخرون مخطط الترقيم في منتصف الستينيات.
شهدت تلك الفترة تحولًا لافتًا عن قضايا النظام الحزبي الثالث، الذي ركّز على قضايا الحرب الأهلية الأميركية وإعادة الإعمار وقضية العرق والقضايا النقدية. بدأت الحقبة مع ذعر عام 1893 وانتخابات عام 1896 المحتدمة. إلى جانب الحقبة التقدمية والحرب العالمية الأولى وبداية الكساد الكبير. إذ تسببت أزمة الكساد الكبير في إعادة ترتيب الأوضاع على النحو الذي أدّى إلى تأسيس النظام الحزبي الخامس، تحت سيطرة تحالف الصفقة الجديدة الديمقراطي حتى فترة الستينيات.
تتعلق القضايا المحلية المركزية بتنظيم الحكومة للسكك الحديدية والشركات الكبيرة («الائتمان») والقضية النقدية (الذهب مقابل الفضة) والتعريفات الجمركية ودور النقابات العمالية وعمالة الأطفال والحاجة إلى نظام مصرفي جديد وقضايا الفساد داخل السياسات الحزبية والانتخابات الأولية وإدخال ضريبة الدخل الفيدرالية والانتخاب المباشر لأعضاء مجلس الشيوخ والفصل العنصري وفعالية الحكومة وحق المرأة في الاقتراع ومراقبة أوضاع الهجرة. تركز السياسة الخارجية على الحرب الإسبانية الأمريكية عام 1898 والإمبريالية والثورة المكسيكية والحرب العالمية الأولى وإنشاء عصبة الأمم. كان من بين الشخصيات المُهيمنة في تلك الفترة كل من الرؤساء ويليام ماكينلي (من الحزب الجمهوري) وتيودور روزفلت (من الحزب الجمهوري) ووودرو ويلسون (من الحزب الديمقراطي) والمرشح الرئاسي لثلاث مرات وليام جيننغز بريان (من الحزب الديمقراطي) والجمهوري التقدمي من ولاية ويسكونسن، روبرت إم. لا فوليت.

## البدايات
بدأت الفترة مع إعادة ترتيب الأوضاع بين عامي 1894-1896، مع انتصار الجمهوريين عام 1896 على وليام جيننغز بريان وحزبه الديمقراطي، ومع أن انتصارهم هذه المرة كان نسبيًا، تكرر في عام 1900 بفارق كبير، إذ نجحوا في استعادة ثقة العمل وافتتاح حقبة طويلة من الرخاء (مثلما هو موضح في الجدول)، والتخلص من معظم قضايا النظام الحزبي الثالث وشخصياته. استمرت أغلب الكتل الانتخابية بأدائها ذاته دون وضع أية تغييرات، ولكن جرت بعض عمليات إعادة التنظيم والإعمار، ما سنح للجمهوريين وضع سيطرتهم على الشمال الشرقي الصناعي وإنشاء قوة جديدة على الدول الحدودية. وعلى هذا، فقد كان الطريق واضحًا أمام الحركة التقدمية في فرض أسلوب جديد من التفكير ووضع جدول أعمال جديد للسياسة.
خلال هذه الفترة، حدث تحوّل ملحوظ بين الأجيال مع خروج المحاربين القدامى في الحرب الأهلية، وحلول جيل جديد من الشباب الأكثر اهتمامًا بالعدالة الاجتماعية وبالحد من التفاوت في الرأسمالية الصناعية. أما الحزب الديمقراطي، إثر استبعاده من السياسة الوطنية كثيرًا في العقود التي أعقبت الحرب الأهلية، فقد شهد انتعاشًا أثناء هذه الفترة بفضل الكتل الانتخابية الجديدة للمهاجرين. كانت رئاسة وودرو ويلسون بمثابة نقطة تحول، باعتبارها جيلًا جديدًا من الديمقراطيين الذين لم يعد لديهم أي أحمال من العبودية والعزل. ومن ناحية أخرى، أعاد الحزب الجمهوري -بعد فترة وجيزة من انهماكه في النزعة التقدمية تحت زعامة تيودور روزفلت- التأكيد على نفسه بوصفه حزب الشركات الكبرى ورأسمالية عدم التدخل.

## الإصلاحات التقدمية
انطلاقًا من انزعاجهم من القواعد الجديدة للعبة تمويل الحملات، باشر التقدميون بتحقيقات (عبر صحفيي «ماكريكر») حول الروابط الفاسدة بين زعماء الأحزاب والأعمال. أضعفت القوانين الجديدة والتعديلات الدستورية رؤساء الحزب من خلال تثبيت الانتخابات التمهيدية وانتخابات أعضاء مجلس الشيوخ مباشرةً. شارك تيودور روزفلت في القلق المتزايد على التأثير التجاري على الحكومة. عندما بدا أن ويليام هوارد تافت مرتاحًا للغاية مع المحافظين المؤيدين للأعمال التجارية فيما يتعلق بقضايا التعريفات الجمركية وحماية الموارد، انفصل روزفلت عن صديقه تافت وعن حزبه القديم. شارك في الانتخابات الرئاسية في عام 1912 على رأس حزب «بول موس» التقدمي المشؤوم. ساعد انشقاق روزفلت على ترشيح وودرو ويلسون في انتخابات عام 1912، ما أدّى إلى امتلاك المحافظين المؤيدين للأعمال التجارية القوة المهيمنة في الحزب الجمهوري. رشّح الأخير وارين جي. هاردينغ وكالفن كوليدج. في عام 1928 أصبح هربرت هوفر آخر رئيس للنظام الحزبي الرابع.
دعم العديد من التقدميين -بالأخص من الحزب الديمقراطي- النقابات العمالية. إذ أصبحت النقابات عناصر هامة للحزب الديمقراطي خلال النظام الحزبي الخامس. ومع ذلك، فقد ناقش المؤرخون منذ فترة طويلة أسباب عدم ظهور أي حزب عمالي في الولايات المتحدة، على عكس أوروبا الغربية.
أفسدت أزمة الكساد الكبير -التي بدأت في عام 1929- تفاؤل الأمة، وأفشل فرص الجمهوريين بالصعود نحو السلطة. من منظور طويل الأمد، بدأت مؤسسة سميث في عام 1928 عملية إعادة تنظيم للناخبين -الائتلاف الجديد - بين الأعراق والمدن الكبيرة التي حدّدت نهاية السياسة غير الطبقية للنظام الحزبي الرابع وساعدت على الدخول في النظام الحزبي الخامس أو تحالف الصفقة الجديدة لفرانكلين روزفلت. مثلما أوضح أحد علماء السياسة، «أعلنت انتخابات عام 1896 في النظام الحزبي الرابع ... (لكن) ليس حتى عام 1928، مع ترشيح آل سميث، المُصلح الشمالي الشرقي، قد حقق الديمقراطيون مكاسب بين المناطق الحضرية والناخبون من الكاثوليك الذين أصبحوا فيما بعد عناصر أساسية في ائتلاف الصفقة الجديدة، إذ كسروا نمط الاستقطاب الطبقي الأدنى الذي اتّسم به النظام الحزبي الرابع». في عام 1932، أدّى الانتصار الساحق لعضو الحزب الديمقراطي فرانكلين روزفلت إلى وضع ائتلاف الصفقة الجديدة الذي سيطر على النظام الحزبي الخامس بعد عام 1932.

## منح المرأة الحق في الاقتراع
توضح ميلاني غوستافسون أن المرأة كان بإمكانها تحديد دورها بقوة في الأحزاب السياسية في الفترة ما بين ثمانينيات القرن التاسع عشر إلى عام 1920. تولّت النساء عمومًا مناصب مساعدين أو معاونين للحزبين الجمهوري والديمقراطي. أتاح تشكيل حزب روزفلت التقدمي عام 1912 للمرأة فرصة تحقيق المساواة. دعت زعيمة الحزب التقدمي جين أدامز -بشكل علني- إلى حزبية المرأة. تهرّب الديمقراطيون، بقيادة وودرو ويلسون، من مطالب النساء بحقهم بالاقتراع عبر إصرارهم على ضرورة تعامل الولايات مع الأمر، مدركين المعارضة القوية من الجنوب ضد حق المرأة في الاقتراع. بعد أن خرج الديمقراطيون في نيويورك مطالبين الحصول على حق الاقتراع، غيّر ويلسون مساره وأيّد وضع تعديل دستوري وطني جديد، أُقرّ في النهاية بدعم من تينيسي عام 1920. ضاعف دعم النساء القوي على الجبهة الداخلية للمجهود الحربي خلال الحرب العالمية الأولى من نشاط المؤيدين وأضعف دور الخصوم. بعد خسارة الحزب التقدمي في عام 1912، واصلت النساء الحزبيات تولّي مناصب المساعدين في الأحزاب الرئيسة. بعد عام 1920، استمر الاندماج في الأحزاب السياسية كقضية خاصة بالمرأة الحزبية. تحولت النساء الحزبيات السابقات، اللائي أُدخلن في عصبة الناخبات، للتأكيد على حاجتهم إلى تطهير السياسة وتأييد السلام العالمي ودعم الحظر والعمل على تحفيز الدعم المحلي في المدارس والصحة العامة. في أوائل عشرينيات القرن العشرين، أقر كلا الطرفين تقديرًا خاصًا لمصالح المرأة، وعيّنوا بعض النساء في عدد قليل من المكاتب الهامة. أقر الكونغرس برنامج رعاية اجتماعي كبير تسعى إليه النساء، وهو قانون شيبارد تاونر لحماية الأمومة والرضع في عام 1921. بحلول عام 1928، كان من الواضح للسياسيين الذكور أن النساء لديهن حزبية أضعف، لكن آراءهن في القضايا السياسية كانت متوازية، مع بعض الاستثناءات القليلة مثل قضايا السلام والحظر. على المدى الطويل، بين عامي 1870-1940، كان اقتراع المرأة على مستوى الولاية والمستوى الكونفدرالي مرتبطًا بزيادة في النفقات الحكومية والإيرادات وبتبنّي أنماط تصويت أكثر ليبرالية لممثلي الاتحاد الفيدرالي.